# چارلی دانسکین
چارلی دانسکین (انگلیسی: Charlie Danskin؛ ۲۹ ژانویه ۱۸۹۳ – ۱۹۶۸) بازیکن فوتبال اهل انگلستان بود.